# Русское Урайкино
Русское Урайкино — деревня в Старомайнском районе Ульяновской области России. Входит в состав Урайкинского сельского поселения.

## География
Деревня находится в северной части Левобережья, в лесостепной зоне, в пределах Низкого Заволжья, на левом берегу реки Красной, на расстоянии примерно 25 километров (по прямой) к юго-востоку от посёлка городского типа Старая Майна, административного центра района.
Климат
Климат характеризуется как умеренно континентальный, с тёплым летом и умеренно холодной снежной зимой. Средняя температура воздуха самого тёплого месяца (июля) — 20 °C (абсолютный максимум — 39 °C); самого холодного (января) — −13,8 °C (абсолютный минимум — −47 °C). Продолжительность безморозного периода составляет в среднем 131 день. Среднегодовое количество атмосферных осадков составляет 406 мм. Снежный покров образуется в конце ноября и держится в течение 145 дней.
Часовой пояс
Деревня Русское Урайкино, как и вся Ульяновская область, находится в часовой зоне МСК+1. Смещение применяемого времени относительно UTC составляет +4:00.

## История
Об основании деревни сведений нет, известно лишь, что в 1771 году деревня принадлежала графу Петру Ивановичу Панину. 
В 1780 году деревня Урайкина, помещиковых крестьян, из Казанского уезда вошла в состав  Ставропольского уезда Симбирского наместничества.
После Панина деревня перешла во владение дворян Кудрявцевых и получила другое название — Кудрявщина. После Кудрявцевых деревней владели девица Анна Петровна Татищева и подполковник Григорий Александрович Быков. 
В 1837 году деревню покупает жена коллежского советника Михаила Андреевича Половцева Надежда Дмитриевна (жили и имели владения в Старой Майне).
К 1859 году в деревне Кудрявщине (Русское Урайкино) 15 дворов и 153 жителя. Кроме Половецкой общины крестьян, в Русском Урайкино образовалось еще три общины: Лазаревская, Лаптевых и Петровская.
Во второй половине XIX века здесь жила семья дворян Лазаревых, у которых были две дочери вышедшие замуж за писателей. Одна, Ольга Ивановна Лазарева, её дочь Вера Павловна Абрамова — первая жена Александр Степанович Грина. Вторая — Варвара Ивановна Лазарева, жена Дмитрия Николаевича Садовникова. 
По данным 1910 года, в Русском Урайкино 91 хозяйство и 610 жителей, в деревне работала церковно-приходская школа. 
После Октябрьской революции в деревне был образован сельский Совет, но в 1930 году он был упразднён, а деревня стала относиться к Татурайкинскому сельскому Совету.
Во время коллективизации в деревне был создан колхоз «Красная Горка», в который входило и деревня Горное Урайкино (в 1959 году вошла в состав Русского Урайкино).
В 1959 году колхоз «Красная Горка» вошёл в колхоз имени Ленина (Ясашное Помряскино) в качестве второй бригады. 
В 1970 году здесь была закрыта начальная школа.

## Население
| 1859 | 1889 | 1897 | 1910 | 2010 |
| ---- | ---- | ---- | ---- | ---- |
| 153  | ↗526 | ↗634 | ↘610 | ↘37  |

Национальный состав
Согласно результатам переписи 2002 года, в национальной структуре населения русские составляли 93 % из 76 чел.